# Mikecoxita
La mikecoxita és un mineral de la classe dels halurs. Rep el nom en honor de Michael F. Cox (Soquel, Califòrnia, EUA, 1958), membre fundador de la New Almaden Quicksilver County Park Association (NAQCPA) i responsable de caracteritzar i reparar el mercuri ambiental al lloc. Va recollir la roca que contenia el material tipus.

## Característiques
La mikecoxita és un halur de fórmula química [CHg₄]OCl₂. Es tracta del primer compost mercuroorgànic trobat a la natura. Va ser aprovada com a espècie vàlida per l'Associació Mineralògica Internacional l'any 2021, sent publicada en el mes de març de 2023. Cristal·litza en el sistema monoclínic.
Les mostres que van servir per a determinar l'espècie, el que es coneix com a material tipus, es troben conservades a les col·leccions mineralògiques del Museu d'Història Natural del Comtat de Los Angeles, a Los Angeles (Califòrnia) amb els números de catàleg: 76196 i 76197.

## Formació i jaciments
Va ser descoberta a la mina McDermitt, situada al districte miner d'Opalite del comtat de Humboldt (Nevada, Estats Units), on es troba en forma de cristalls prismàtics altament reflectants, d'entre 0,1 x 0,05 mm, normalment associats a terlinguacreekita, quars i kleinita. Aquesta mina estatunidenca l'únic indret de tot el planeta on ha estat descrita aquesta espècie mineral.